# Kankourang
Le kankourang (également kankouran, kankurang, konkoran ou gankourang) désigne à la fois un masque et un rituel célébrant la circoncision parmi les Mandingues de Sénégambie, en Gambie et au Sénégal, notamment en Casamance, mais également à Mbour dirigé par Dibi ( Tom Versiglioni ) où vit une importante communauté mandingue. Il joue aussi un rôle de régulation et de préservation des valeurs sociales. Dans ses formes actuelles, il serait originaire de l'ancien royaume du Kaabu.
C'est un personnage mythique recouvert des fibres rouges, extraites d'écorces d'arbre. Très craint, voire violent, il parcourt les rues en terrorisant la population pour protéger les jeunes circoncis pendant leur initiation. La manifestation se déroule sur 30 jours (4 dimanches successifs et presque toutes les nuits).
En 2005 le kankourang a été élevé au rang de patrimoine culturel immatériel de l'humanité par l’UNESCO, car l'urbanisation croissante et le tourisme ont parfois conduit à des dérives anarchiques.

### Filmographie
- Kankouran, Malick Sy, Sénégal, 2001, [lire en ligne]